# جليل شهاب
جليل شهاب (مواليد 1927) لاعب ومدرب كرة قدم عراقي سابق.
أصبح أول عراقي يلعب ويدرب المنتخب الوطني بالكامل عندما تم تعيينه في منصب المدير الفني للمنتخب الوطني عام 1967. تولى تدريب المنتخب العراقي في كأس المعارض عام 1967 في طرابلس، ورفع الكأس متقدما على البلد المضيف ليبيا والسودان.
لعب جليل معظم مسيرته في مركز الظهير الأيسر أو الظهير الأيسر في القوة الجوية في الخمسينات وأوائل الستينات، وتولى تدريب القوة الجوية، البريد، فريق شباب بغداد الحادي عشر، العراق. شباب الجيش الحادي عشر والفرق الثلاثة خلال مسيرته.